# Juan Aguilar
Juan Aguilar (ur. 15 maja 1943 w Mendozie, zm. 16 stycznia 2015 tamże) – argentyński bokser kategorii średniej, olimpijczyk.

## Kariera amatorska
W 1964 reprezentował Argentynę w kategorii średniej na igrzyskach olimpijskich. Rywalizację rozpoczął od wygranej z Japończykiem Hitoshi Tenmą. W kolejnym pojedynku przegrał z reprezentantem Polski Tadeuszem Walaskiem.

## Kariera zawodowa
Na zawodowym ringu był aktywny w latach 1965–1974. W 1971 był zawodowym mistrzem Argentyny w kategorii półciężkiej, pokonując Avenamara Peraltę. W zawodowej karierze pokonał m.in. swoich sławnych rodaków Víctora Galíndeza, Andresa Selpę oraz zanotował remis z Carlosem Monzónem.
Juan Aguilar zmarł 16 stycznia 2015, miał 71. lat.